# イサベル・アルフォンサ・デ・ボルボン＝ドス・シシリアス
イサベル・アルフォンサ・デ・ボルボン＝ドス・シシリアス・イ・ボルボン（スペイン語: Isabel Alfonsa de Borbón-Dos Sicilias y Borbón, 1904年10月6日 - 1985年7月18日）は、スペインの王族、スペイン王女（Infanta de España）。結婚によりザモイスカ伯爵夫人を名乗った。スペイン王フアン・カルロス1世の母方の伯母にあたる。

## 生涯
両シチリア王家出身のカラブリア公カルロ・タンクレーディと、その最初の妻でスペイン王アルフォンソ12世の娘であるマリア・デ・ラス・メルセデスとの間の第3子、長女として生まれた。母はイサベルを出産した際に死去し、父は1907年にルイーズ・ドルレアンと再婚した。叔父のスペイン王アルフォンソ13世の特旨により、スペイン王家の外孫でありながら、スペイン王女の称号を授けられている。
1929年3月9日にマドリードにおいて、父方の祖母マリーア・アントニエッタの甥にあたるポーランド人貴族のヤン・カンティ・ザモイスキ伯爵（Jan Kanty Zamoyski, 1900年 - 1961年）と結婚し、間にカロル・アルフォンス（1930年 - 1979年）、マリア・クリスティーナ（1932年 - 1959年）、ユゼフ・ミハウ（1935年 - 2010年）、マリア・テレサ（1938年 - ）の4人の子供をもうけた。結婚後はチェコスロヴァキアで暮らしていたが、1945年の赤軍の進駐に伴ってに母国へ亡命し、セビーリャ地方のバレンシーナ・デ・ラ・コンセプションに移住した。
1961年に未亡人となった後は修道院に隠棲し、1985年に死去すると、エル・エスコリアル修道院の王家の墓所に葬られた。